# Liga de amas de casa del Uruguay
La Liga de amas de casa, consumidores y usuarios del Uruguay (LACCU), ubicada en la calle Carlos Quijano 1280, Barrio Centro, Montevideo, Uruguay es el nombre con el que se conoce a la Liga de amas de casa del Uruguay, organización no gubernamental uruguaya. 

## Historia
La Liga de amas de casa del Uruguay fue fundada el 29 de junio de 1995. La organización reivindica el papel del ama de casa para obtener su merecida jubilación;  informa y defiende a consumidores y usuarios; funciona en la liga un consultorio jurídico gratuito para atender dudas y consultas de empleadores de domésticas. Se centra en cuestiones del hogar, tanto en su espacio físico como en su economía doméstica, su desarrollo afectivo y su clima familiar. Están asociados a la Confederación iberoamericana de amas de casa, La Unión intercontinental de amas de casa y consumidores (UNla ICA) y la Federación de amas de casa, consumidores y usuarios del MERCOSUR.
En su sede se brindan diferentes cursos y talleres. Se reúnen semanalmente los socios para la discusión de temas de actualidad y referidos al ama de casa (en la liga no se discute religión y política).  Su actual presidenta es Mabel Lorenzo.